# جرين فرديمان بلاك
جرين فرديمان بلاك (بالإنجليزية:Greene Vardiman Black)(1836-1915)، أحد مؤسسي طب الأسنان الحديث في الولايات المتحدة الأمريكية. وهو معروف أيضًا باسم أب طب الأسنان الجراحي.
وُلد بلاك بالقرب من وينشستر في إلينوي في 3 أغسطس 1836 لوالديه ويليام وماري بلاك. قضى حياته المبكرة في مزرعة وسرعان ما طور اهتمامًا بالعالم الطبيعي. في سن السابعة عشر بدأ بلاك في دراسة الطب بمساعدة أخيه الدكتور توماس جي بلاك. في عام 1857 التقى بالدكتور جي سي سبير الذي علمه ممارسة طب الأسنان. بعد الحرب الأهلية التي خدم فيها ككشاف نقابي انتقل إلى جاكسونفيل في إلينوي عام 1864. ومنها بدأ حياته المهنية النشطة والبحث في مجال تطوير طب الأسنان. درس طب الأسنان لمدة 20 شهرًا (كما كان شائعًا في ذلك الوقت) تبعه تدريب مهني  قام بالتدريس في قسم طب الأسنان بجامعة أيوا بدءًا من عام 1890 قبل الانتقال إلى شيكاغو.
بحث في العديد من الموضوعات المهمة لطب الأسنان، بما في ذلك سبب التسمم بالفلور في الأسنان وتحضير التجاويف المثالية لعلاج الأسنان. كان أحد اختراعاته العديدة عبارة هو قبضة سنية الذي يعمل بالقدم. وهو معروف أيضًا بسبب المبادئ التي وضعها في معالجة الأسنان والتي يحدد فيها الطرق المناسبة لإعداد الأسنان للحشوات.

## المنشأ
ولد عام 1836 في إحدى مزارع ايلينوس. التحق للمدرسة لمدة 20 -22 شهراً. كان ينظر للذهاب للمدرسة مضيعة للوقت ويفضل الصيد والتنزه بين الأشجار. وكان يقول «الولد مع كلبه ومسدس الصيد يتعلم في اليوم أكثر مما تشرحه المعلمة في شهر». لم يكن بلاك يعمل في المزرعة بل كان يقضي أوقاته في تعلم الطيور، النباتات والحيوانات. لم يضيع الوقت في المدرسة وهناك أشياء كثيرة يمكن أن يتعلمها. فكان ينظر إليه الناس بأنه كسول وغبي. فقط أمه هي التي فهمته.
كان بلاك يحب الموسيقى ويلعب المزمار والكمان والغناء مع الأهل. بعد 17 عاماً في المزرعة، انتقل بلاك للعيش مع أخيه الأكبر (ب-11 سنة)، توماس بلاك، طبيب في كليتون، ايلينوس، كلية طب جامعة كنتاكي.وقد تعلم جرين الكثير في مجال الطب من أخيه، وكان سيكمل طريقه في هذا المجال لولا ظهور شخصيتان في حياته غيرت ذلك المسار من طب بشري إلى طب أسنان وهما مقابلته لجين كوغنر ثم زواجه منها ودكتور ج. س. سبير، طبيب أسنان في سترلينغ، مدينة مجاورة.

## حياته المهنية وانجازاته
لم يحب جرين طرق التعليم التقليدية وكان يعلم نفسه ما يريد على طريقته. بالرغم من ذلك فقد وصل إلى ما توصل إليه العلماء من شهادات D.D.S., M.D., Sc.D., LL.D. ذهب جرين مع د. سبير ليتعلم منه، ولما أحس أنه تعلم كل شيء رجع إلى ونشستر، ايلينوس عام 1857 وكان أول طبيب أسنان في سكوت كونتي. وقد عرف عنه الطبيب المحترف الذي يسعى لراحة الإنسان وليس للتجارة. كان ينعم حياة سعيدة إلى أن اندلعت الحرب الأهلية والتحق بلاك بالجيش. ففي هذه الفترة تعرض لإصابة في ركبته وإضطر لأن يقعد أكثر في مستشفى في لويسفيل، كنتاكي. أثناء هذا الوقت، توفي أول مولود صبي له، أما الثاني فقد عاش. توفيت زوجته اثر مرض السل عام 1863, وانتقل الابن الثاني للعيش مع الجد. تفرق البيت الذي كان يعيش بلاك فيه بسعادة، فقرر أن ينتقل إلى جاكسون فيل، ايلينوس التي بها 10,000 مواطن، الكثير من الجامعات والمعاهد ومن مجتمعات علمية، مكان جيد ليمارس وظيفته. إتخذ بلاك منصب فعالاً في المجتمع وأصبح يعرف مس إليزابيث دافنبورت، التي كانت تلميذة في أكادمية جاكسون فيل فيميل.وفي 14 من سبتمبر 1865, تزوجا وأتى بلاك بإبنه الذي سان يعيش مع جده وأصبحت حياته سعيدة لأن هذه المرأة كانت على خلق وملأت حياة ذلك العالم.
في يونية عام 1866, أصبح بلاك عضو في جمعية ميسوري للاسنان.وفي 15 من سبتمبر 1866, كان من المعتمدين في كلية ميسوري للاسنان واستمر فيها من 1870 إلى 1881. في عام 1878, منح شهادة الدكتوراه في جراحة الأسنان D.D.S. أخذ د. بلاك منصب البرفسور في علم أمراض الأنسجة في الفم في جامعة ميسوري للاسنان. وفي هذه الأثناء قدم أكثر من 100 بحث في شتي مجالات الأسنان وحضر الكثير من الاجتماعات في جمعية اللينوس للاسنان. وله أعمال كثيرة فكان رئيس ال-Ward Republican Club ، وعضو في I.O.O.F Library Association.وكان يغني في الكنيسة.
تعلم أيضاً لغات عديدة من ألماني، إغريقي وتعلم الجبر والحساب والعلوم على طريقته. قرأ بتمعن عن أعمال باستور، كخ، لويب، إهرلش، كولن، شوان، ليستر وغيرهم.
صديق بلاك، د.ميلر من أوهايو، قد ذهب إلى برلين ليصل إلى القمة في علوم البكتريا فذهب بلاك ليحسن اللغة الألمانية والفرنسية ليتابع نتائج تلك التحريات. قرأ بتمعن عن الأمراض التي تصيب الفم وقام بملاحظات عن تأثير الأحماض والقلويات على الأسنان. أيضاً ذاكر علم الأنسجة وكم بتحضير العينات بنفسه فقد قام بصنع معظم معداته. 
لقد قام د.بلاك بالتدريس في عدة كليات للاسنان في منطقته وأصبح ثاني عميد لكلية الأسنان، جامعة نورثوسترن التي أصبحت من أكبر المراكز العلمية.
هو الذي رقي بعلم الأسنان، في علم الحشو وصناعة المادة التي تستخدم للحشو البلاتين (Amalgum) التي استخدمت على مدى 150 عام الماضية وقد اقيمت إحصائيات من 7 ديسمبر1941 إلى 1 سبتمبر 1945 على أن في هذه الفترة قام أطباء الأسنان في الجيش بحشو 68,170,326 سن ومعظمه كان بحشو البلاتين.وهو أيضاً الذي اخترع الجهاز الذي يستخدمه أطباء الأسنان للحشو وجهاز ال-gnathodynamometer لقياس قوة العض.
وأيضاً قبل منصب البرفسور في علم أمراض الأنسجة في كلية الأسنان جامعة شيكاغو (التي أصبحت بعد ذلك جامعة ليولا للاسنان) وقد سافر إلى شيكاغو وهناك حصل على الدكتوراة من كلية الطب جامعة شيكاغو.
في 1891 انتقل إلى جامعة نرثوسترن وأصبح عميد هذه الجامعة عام 1897.
وفي عام 1908, صدر كتاب علم حشو الأسنان. ومن 1864 إلى 1915 قام د. بلاك بإصدار أكثر من 1300 بحث في الكثير من المجلات العلمية.
د. بلاك هو «الرجل الأعظم في علم الأسنان» لكثرة مساهمته في هذا المجال. هو من قال «الرجل المحترف ليس له الحق إلا أن يكون تلميذاً دائم التعلم».
"The professional man has no right to be other than a continuous student."

## وفاته
في المزرعة التي قضى فيها طفولته، توفي د. بلاك في 31 أغسطس1915 في جاكسون فيل التي قضى فيها 35 سنة من حياته.وبسبب انجازاته والشخصية العظيمة، كان معروف عالمياً أن من بين الناس الذين طبعوا أعمالهم في مجال علم الأسنان، يبقى G V بلاك على القمة كقبة الكاتدرائية.